# Konzertwalzer
Der Konzertwalzer ist ein Typus der Walzermusik, der zu einem Vortrag im Konzertsaal statt im Ballsaal geeignet oder bestimmt ist. Diese Musikgattung war seit Beginn des 19. Jahrhunderts bis etwa zum Ersten Weltkrieg in Mode, für Promenaden- und Kurkonzerte noch weit über die Mitte des 20. Jahrhunderts hinaus.

## Charakteristik
Ähnlich wie die Musik des Menuetts als Sinfoniesatz Verwendung fand, ohne zum Tanzen zu dienen, gab es Walzer, die entweder von vorneherein zum Vortrag im Konzert bestimmt waren oder dann als Grundlage virtuoser Improvisation von Tanzmusik zu Konzertmusik wurden (so etwa bei Franz Liszt). Auch die Notenausgaben von Tanzwalzern wurden als „Konzertwalzer“ veröffentlicht, weil diese Bezeichnung sie zu Konzertmusik aufwertete.
Konzertwalzer für Klavier oder für Soloinstrumente mit Klavierbegleitung waren in der Salonmusik beliebt, die um die Mitte des 19. Jahrhunderts ihren Höhepunkt erreichte. Auch Virtuosen, wie der Pianist Johann Nepomuk Hummel, trugen Walzer als Höhepunkt ihrer Auftritte vor. Manche Konzertwalzer sind den Publikumserwartungen gemäß als Charakterstück oder als Programmmusik gestaltet wie Carl Maria von Webers Aufforderung zum Tanz (1819). Der französische Komponist Emile Waldteufel hat viele einst populäre Konzertwalzer als Salonstücke für Klavier geschrieben.
Zu manchen von Franz Schuberts Konzertwalzern für Klavier lässt sich tanzen, ebenso zu Emile Waldteufels Schlittschuhläufer-Walzer. Die Walzer von Frédéric Chopin eignen sich hingegen aufgrund ihrer Temposchwankungen (Agogik) bei angemessener Interpretation nicht zum Gesellschaftstanz. Ähnlich verhält es sich mit den Walzern von Johannes Brahms. Konzertwalzer existieren oft in verschiedenen Fassungen. Brahms’ Liebeslieder-Walzer gibt es sowohl für Klavier mit und ohne Chor als auch für Orchester.

## Sinfonische Walzer
Die größte gesellschaftliche Bedeutung im späteren 19. Jahrhundert hatten sinfonische Konzertwalzer, die oft zugleich als Tanzwalzer dienen konnten wie die Werke von Johann Strauss (Sohn): etwa An der schönen blauen Donau (1867), Geschichten aus dem Wienerwald (1868) oder der Kaiserwalzer (1889). Ähnlich verhielt es sich mit Theater-Ouvertüren, in denen Walzer vorkamen, wie bei der Operette. Damit wurde eine Art Intermedialität zwischen Theater, Ballsaal und Konzertsaal angelegt, wobei die Musik für Konzert und Theater gesellschaftlich höher stand als die reine Tanzmusik. Für Strauß markierte die Karriere vom Tanzkapellmeister zum Orchesterdirigenten einzelner Konzerte und Operettenaufführungen einen gesellschaftlichen Aufstieg und eine Entlastung vom nächtelangen Musizieren.
Auch Ferruccio Busoni nennt seinen Konzertwalzer op. 53 (1921) für großes Orchester noch „Tanzwalzer“. Daneben gibt es sinfonische Walzermusik, die sich gänzlich vom Gesellschaftstanz entfernt. Der Walzer aus dem zweiten Satz von Hector Berlioz’ Symphonie fantastique (1830) ist Hintergrund eines programmmusikalischen Geschehens.
Maurice Ravels „choreografisches Gedicht“ La Valse (1920) ist eine prominente Selbstreferenz auf die Epoche des Wiener Walzers. Es wird als Klavierauszug und in der Orchesterfassung gleichberechtigt aufgeführt.